# تویوتا لندکروزر پرادو
تویوتا لندکروزر پرادو (ژاپنی: トヨタ・ランドクルーザープラド هپبورن: Toyota Rando-Kurūzā Purado) از خودروهای تویوتا است که مدل‌های مختلفی از آن، از سال ۱۹۸۴ تاکنون تولید شده‌است. در آمریکای شمالی و روسیه نسخهٔ لوکس‌تری از این خودرو با نام لکسوس جی‌ایکس به فروش می‌رسد.
تویوتا بعد از عرضه تویوتا لندکروزر سری ۸۰ تصمیم گرفت خودرویی کوچک‌تر و ارزان‌تر از سری ۸۰ ولی با توانایی‌های زیاد در سبد محصولات خود قرار دهد. تویوتا تصمیم گرفت برای تولید و عرضهٔ چنین خودرویی به‌جای طراحی یک محصول تماماً جدید از یکی از مدل‌های موجود کمک بگیرد و به سراغ سری ۷۰ رفت که مدل محبوبی بود ولی تا آن زمان در دو مدل وانت و شاسی‌بلند ۳ در عرضه می‌شد و بیشتر برای مصارف تجاری مورد توجه بود. تویوتا پس از ایجاد تغییراتی در سیستم تعلیق و افزایش طول شاسی یک مدل ۵ در از این خودرو با کد شاسی J78 تولید کرد که در جلو طراحی متفاوتی داشت و در داخل کابین هم نسبت به مدل وانت زیباتر بود و البته نسبت به مدل وانت هم موتورهای ضعیف‌تری داشت که از سال ۱۹۹۰ تا ۱۹۹۶ تولید می‌شد. این خودرو در بازار ژاپن با نام پرادو و در سایر بازارها با نام‌های لندکروزر پرادو و لندکروزر عرضه شد. این مدل به‌مانند مدل‌های قبلی لندکروزر به اکسل یک‌پارچه در جلو مجهز بود و قابلیت‌های خوبی برای عبور از مسیرهای ناهموار داشت که این مشخصه به شاخص‌ترین مشخصهٔ این سری تبدیل شد و عملاً خواسته‌های اولیهٔ تویوتا را ارضا نکرد پس این مدل پس از تغییر چهره به‌عنوان زیرمجموعه لندکروزر سری ۷۰ به حیات خود ادامه داد.
سپس تویوتا مجدداً دست به کار شد و سری ۹۰ را روانهٔ بازار کرد که این بار از سیستم فنربندی مستقل در جلو بهره می‌برد و خبری از فنربندی یک‌پارچه در آن نبود. ابعاد سری ۹۰ در قیاس با لندکروزر سری ۸۰ کوچک‌تر بود و داخل کابین آن به خودروهای روز آن زمان شباهت بیشتری داشت و سواری آن نیز بهتر بود. این مدل تا سال ۲۰۰۲ عرضه می‌شد و در نهایت در سال ۲۰۰۳ جای خود را به سری ۱۲۰ داد. سری ۱۲۰ ضمن افزایش ابعاد، پیشرفت بیشتری در امکانات رفاهی داشت و سواری نرم‌تری هم داشت، اما هنوز قابلیت آفرود کافی در پرادو به چشم می‌خورد. سری ۱۲۰ نهایتاً در سال ۲۰۰۹ جای خود را به سری ۱۵۰ داد. تمام این خودروها همانند نسل اول خود با نام‌های مختلف به فروش می‌رسیدند. در ژاپن فقط نام پرادو را داشتند، در بخش‌های زیادی از اروپا به‌دلیل عدم عرضهٔ لندکروزر سری ۸۰، ۱۰۰ و ۲۰۰ در آن بخش‌ها با نام لندکروزر عرضه شدند و در برخی بازارها از جمله استرالیا و خاورمیانه هر دو نام لندکروزر و پرادو به چشم می‌خورد.
تا سال ۲۰۲۳، پرادو در همه بازارهای تویوتا به جز مکزیک، کره جنوبی و برخی از بازارهای آسیای جنوب شرقی و آمریکای جنوبی (جایی که مدل فورچونر مبتنی بر هایلوکس به جای آن عرضه می‌شود) در دسترس است. بسیاری از بازارهایی که پرادو را دریافت نکردند، در عوض بخش بازار خود را با تویوتا ۴رانر جایگزین کردند که بسیاری از قطعات مشابه را داشت.
نام «پرادو» در زبان اسپانیایی و پرتغالی به معنی چمن‌زار یا مزرعه است.

## نگارخانه

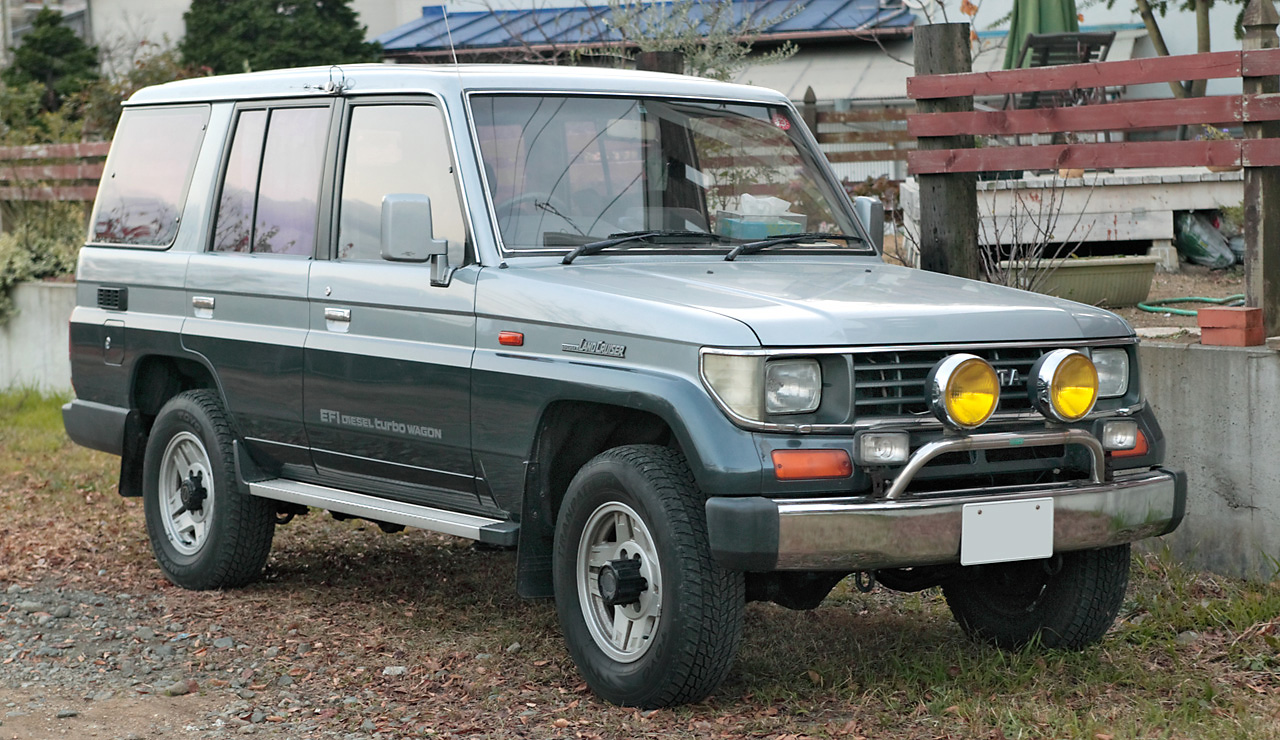
تویوتا لندکروزر پرادو سری ۷۸
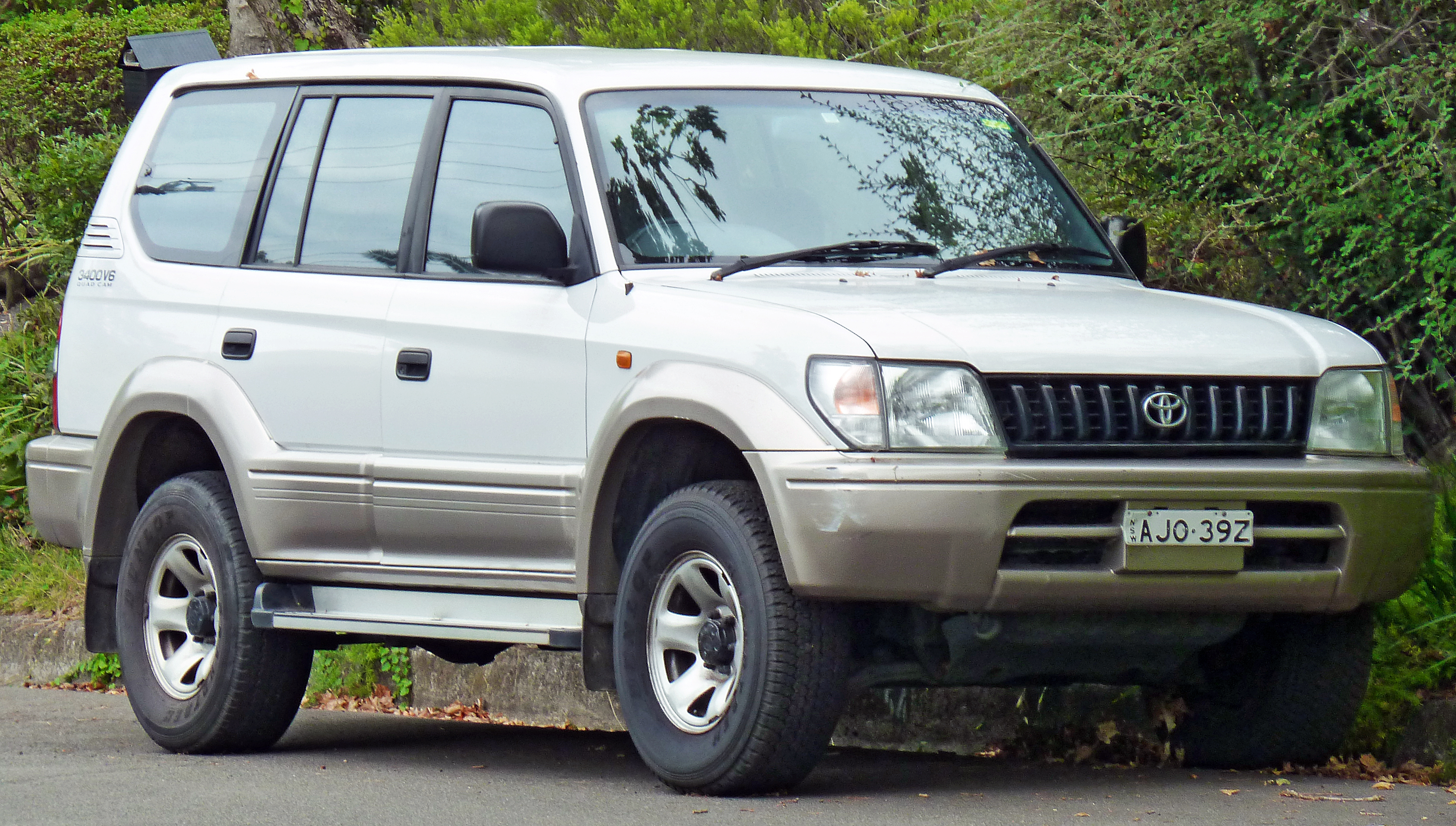
تویوتا لندکروزر پرادو سری ۹۰
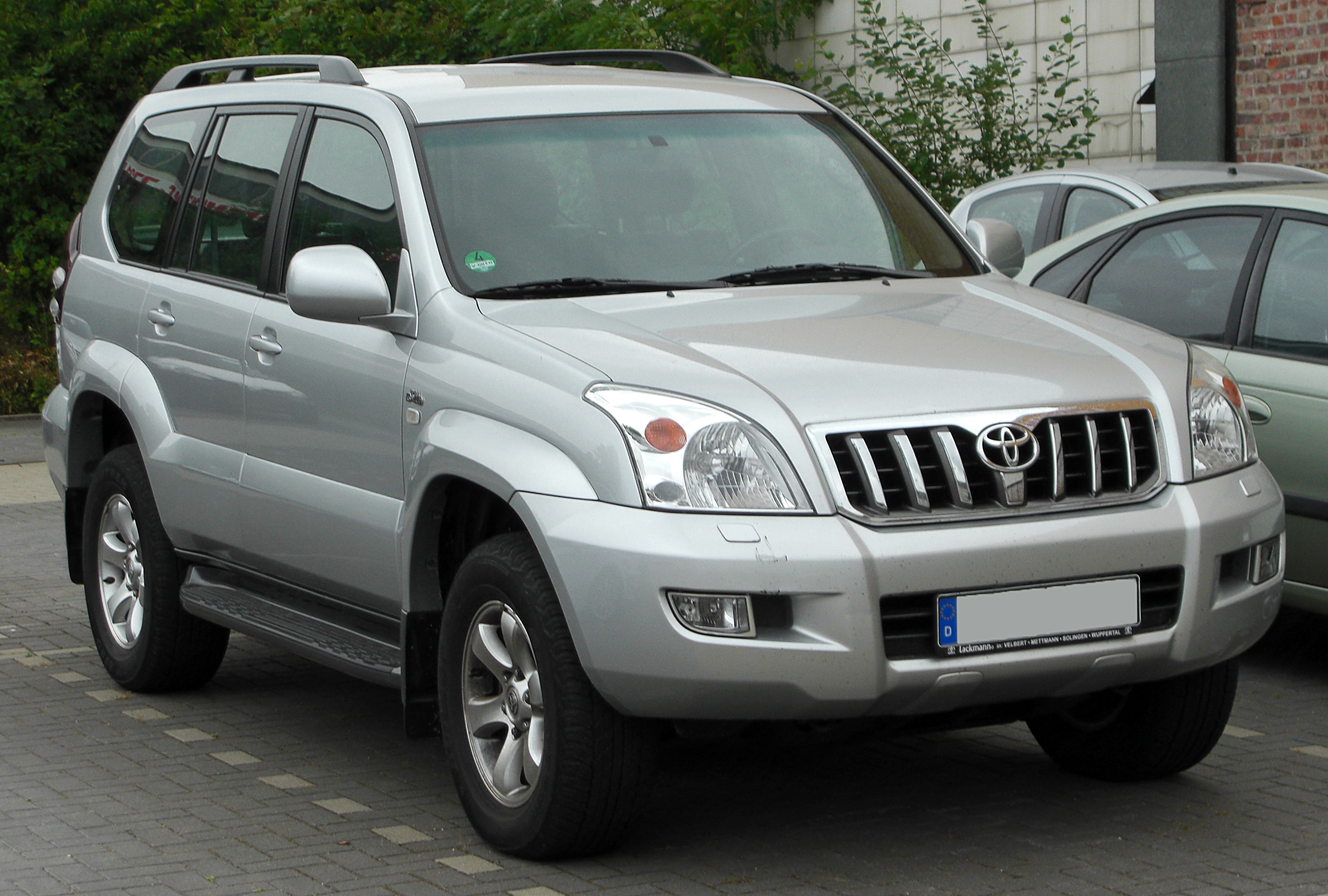
تویوتا لندکروزر پرادو سری ۱۲۰
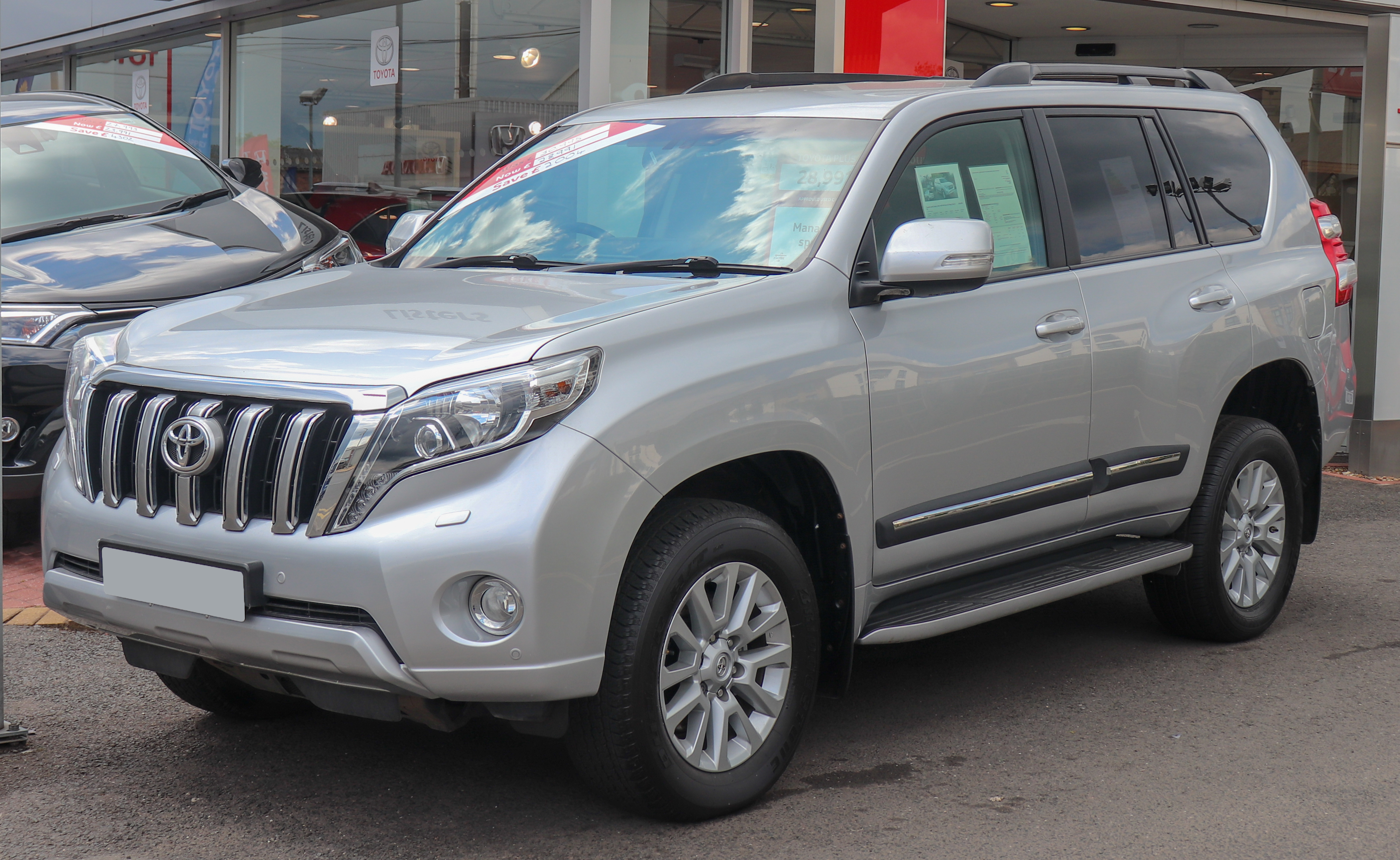
تویوتا لندکروزر پرادو سری ۱۵۰
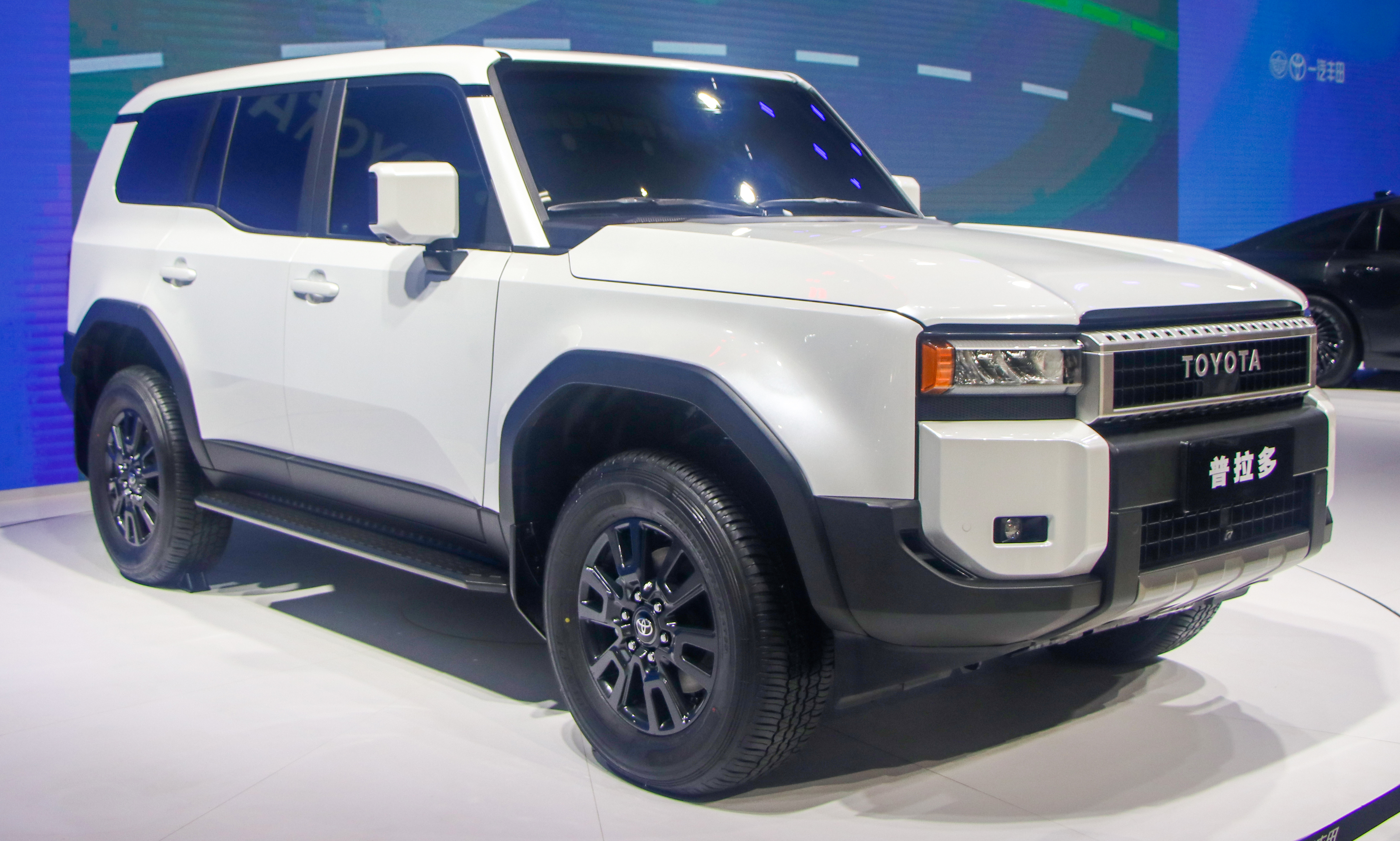
تویوتا لندکروزر پرادو سری ۲۵۰